# Kopparkis
Kopparkis, kallas även kalkopyrit, CuFeS2 , är ett mineral som består av koppar (34,5 %), järn (30,5 %) och svavel. Mineralet kristalliserar tetragonalt. Kopparkis kan vara förorenat av Ag, Au, In, Tl, Se, Te.

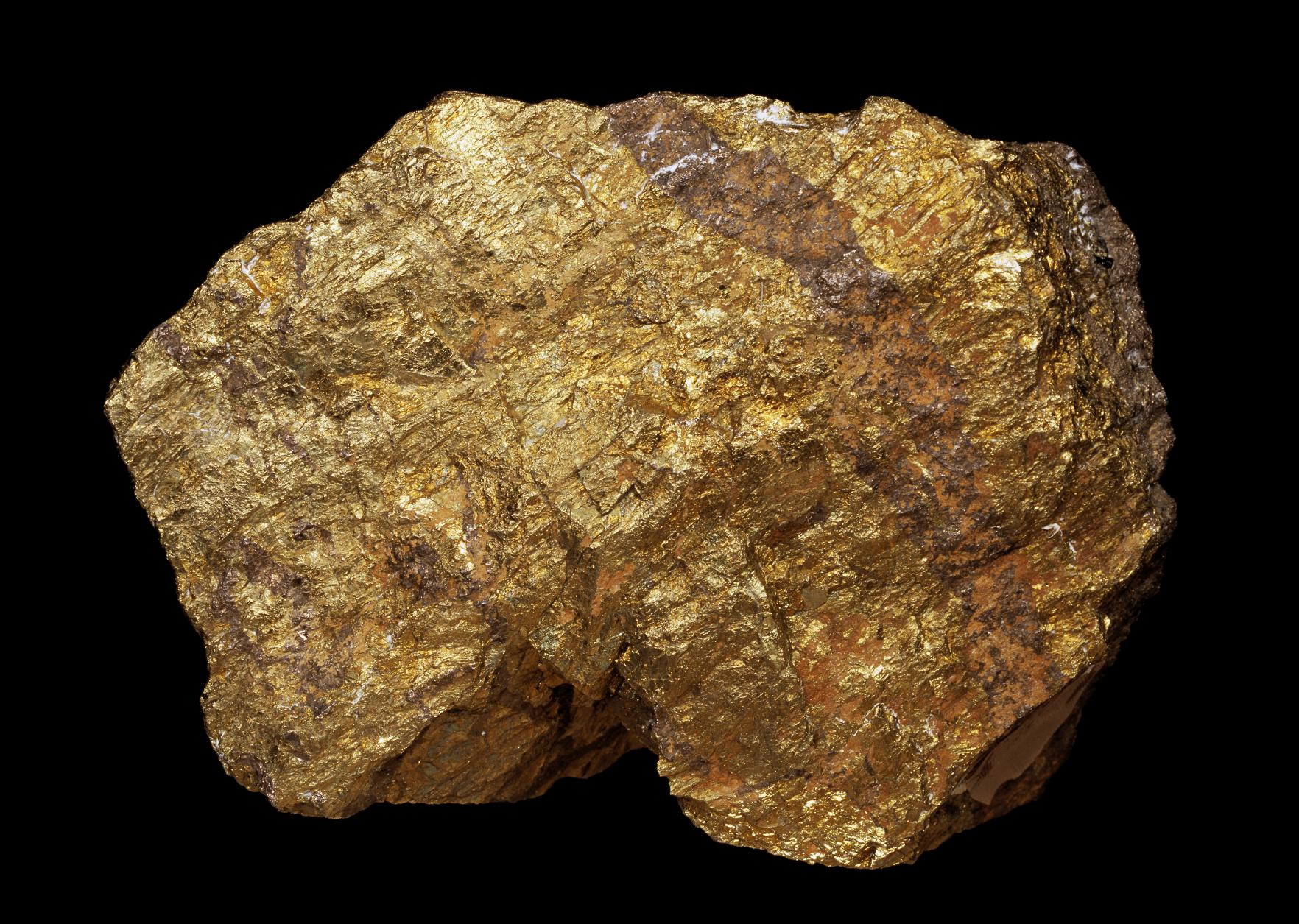
Kopparkismalm

## Egenskaper
Kopparkis smälter ganska lätt och avger svaveldioxid vid lufttillträde. Återstoden blir magnetiskt. Mineralet sönderdelas av kungsvatten och, om än med svårighet, av salpetersyra, varvid svavel skiljs ut.

## Förekomst
Kopparkis förekommer vanligen i lager eller gångar, ofta tillsammans med svavelkis, som till viss del liknar kopparkis, men kopparkis är mjukare och har en grön färgton. Den vanligaste förekomsten är dock i hydrotermala och metasomatiska mineraliseringar tillsammans med zinkblände, blyglans, magnetkis, magnetit och eventuellt baryt.
Mineralet förekommer i hela Sverige, speciellt i Bergslagen och i Skelleftefältet. 
Förekomster finns även allmänt i Mellaneuropa, Spanien, Portugal och på många håll i övriga världsdelar.
Kopparkis är Västerbottens landskapssten.

## Användning
Kopparkis finns i naturen och är den vanligaste mineralet i alla kopparmalmer, trots att kopparhalten ibland är så låg som en halv procent. Man bryter, eller har brutit, kopparkis i Falu koppargruva, Saxberget, Riddarhyttan, Ljusnarsbergs socken och Aitik koppargruva för framställning av koppar och kopparvitriol.

### Allmänna källor
- Meyers varulexikon, Forum, 1952
- Erich Spicar, Mineral och bergarter, ICA Bokförlag, 1995